# Johann Christoph Neyffer
Johann Christoph Neyffer (meistens verkürzt J. Christoph Neyffer oder Christoph Neyffer, * 1582 in Herrenberg; † 1632 in Tübingen) war ein württembergischer Maler und Zeichner, der in Tübingen wohnhaft und als „Collegiimaler“ tätig war.

## Leben
Neyffer wohnte spätestens seit 1606 in Tübingen, wo er eine Serie von Zeichnungen anfertigte, die Gebäude, Innenräume, Garten, sowie das Leben in der herzoglichen Bildungsanstalt für Ritter Collegium illustre, die unlängst ein neues Gebäude bekam, veranschaulichte. Zwölf Zeichnungen wurden von dem Reutlinger Goldschmied Ludwig Ditzinger zu Radierungen verarbeitet und erschienen um 1607 in der Schrift des Oberhofmeisters Hans Joachim von Grünthal.
Neyffer war mit einer Tochter des Stuttgarter Hofmalers Sebastian Ramminger verheiratet.
Als „Collegiimaler“ malte Neyffer zahlreiche Porträts, die aber alle verschollen sind. Seine Zeichnungen von Collegium sind künstlerisch belanglos, aber kulturgeschichtlich interessant.

## Berühmtere Arbeiten
- 1606 Serie von Zeichnungen von Collegium Illustre, die als Radierungen von Ludwig Ditzinger in der Schrift „Illustrissimi Wirtembergici Ducalis Novii Colegii … delineatio“ um 1607 erschienen

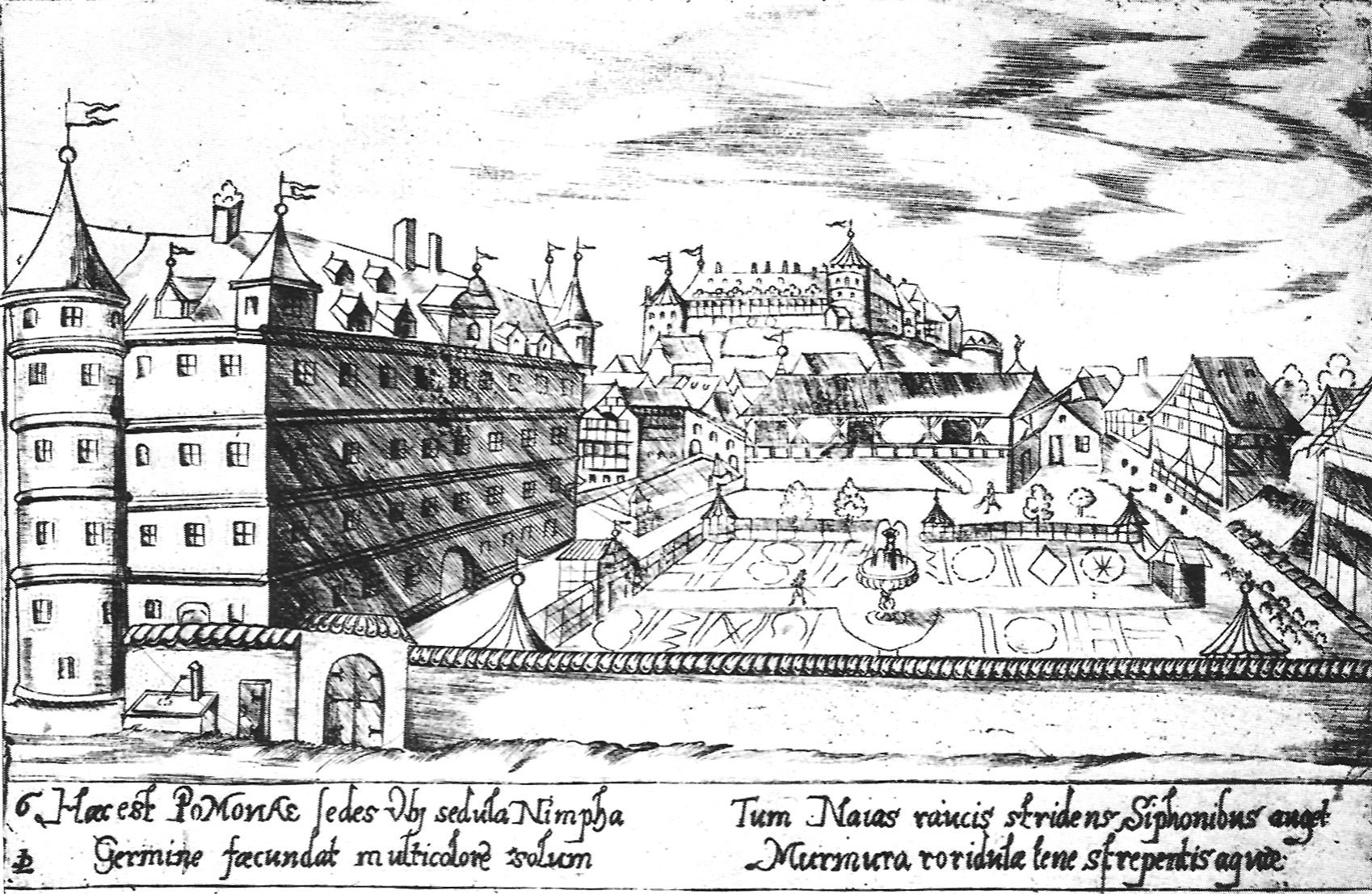
Gebäude mit Garten
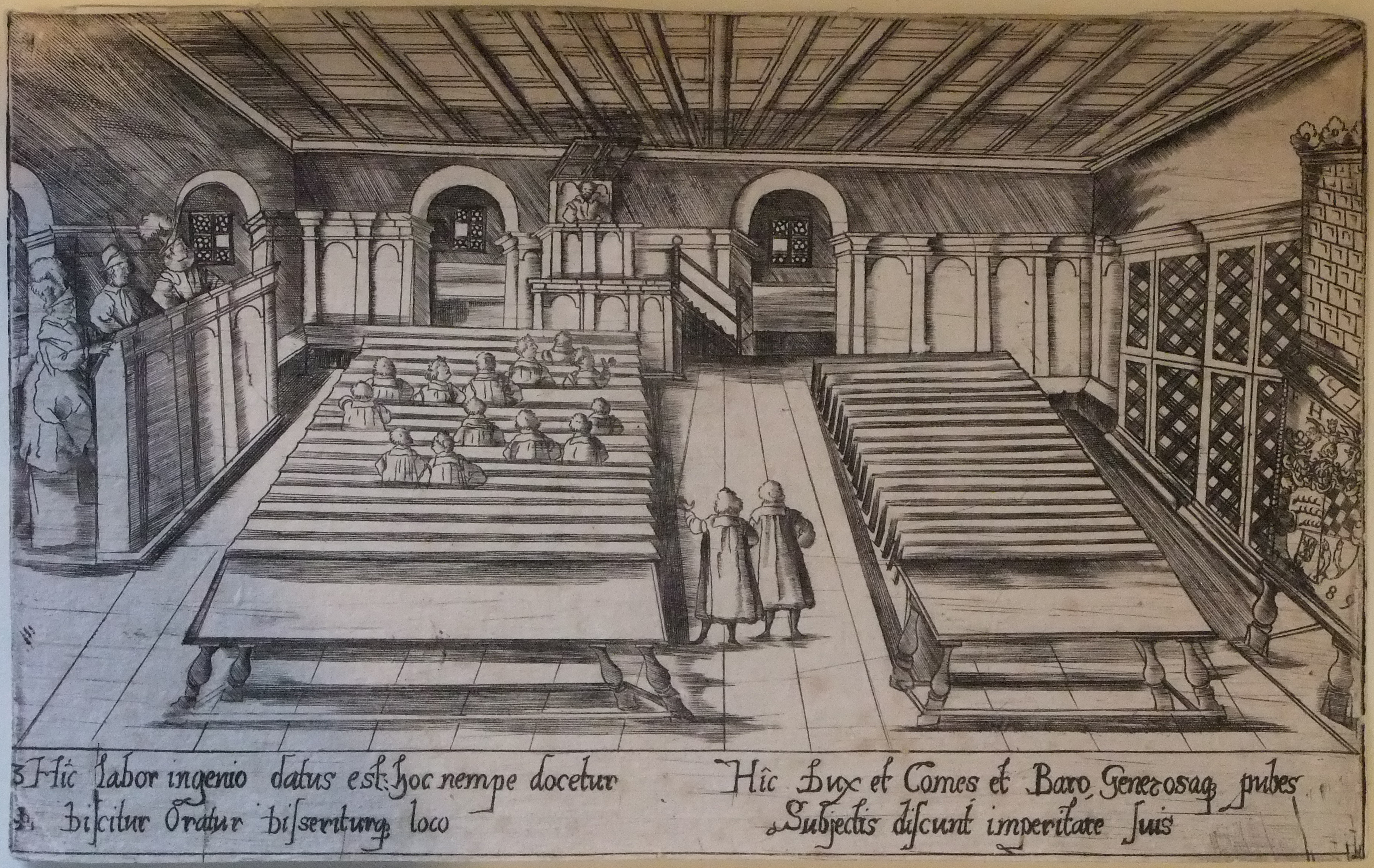
Vorlesungssaal
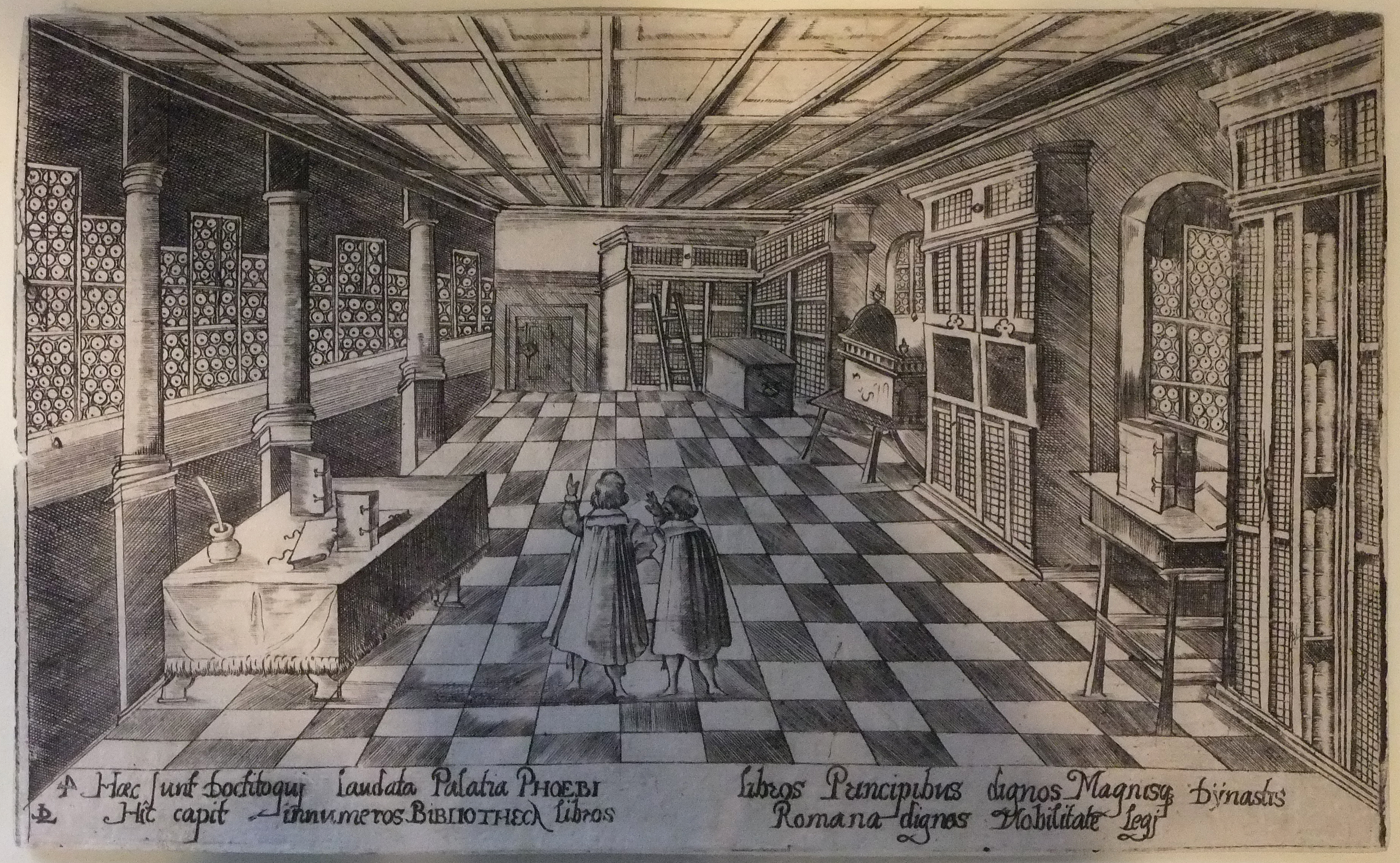
Bibliothek
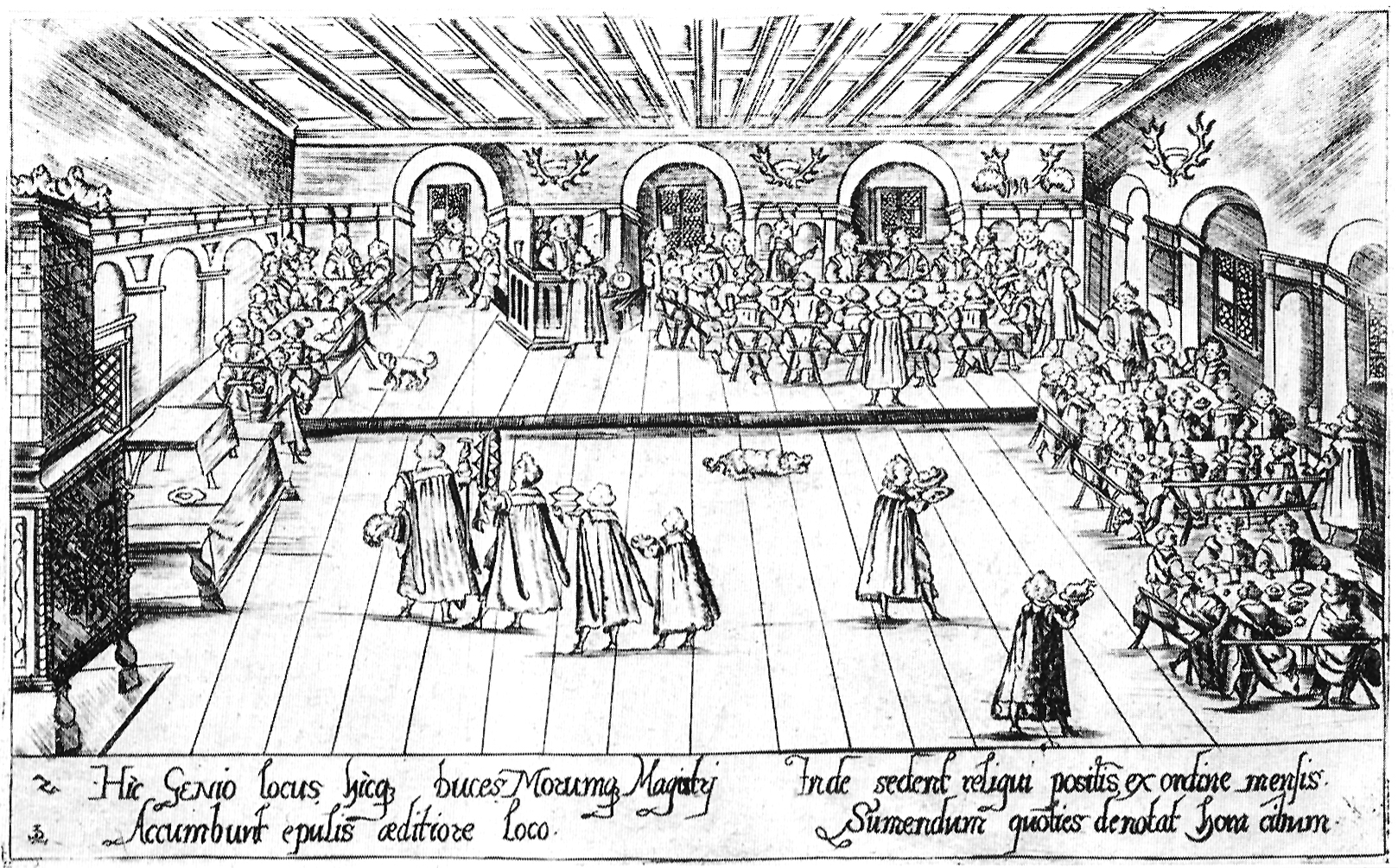
Speisesaal
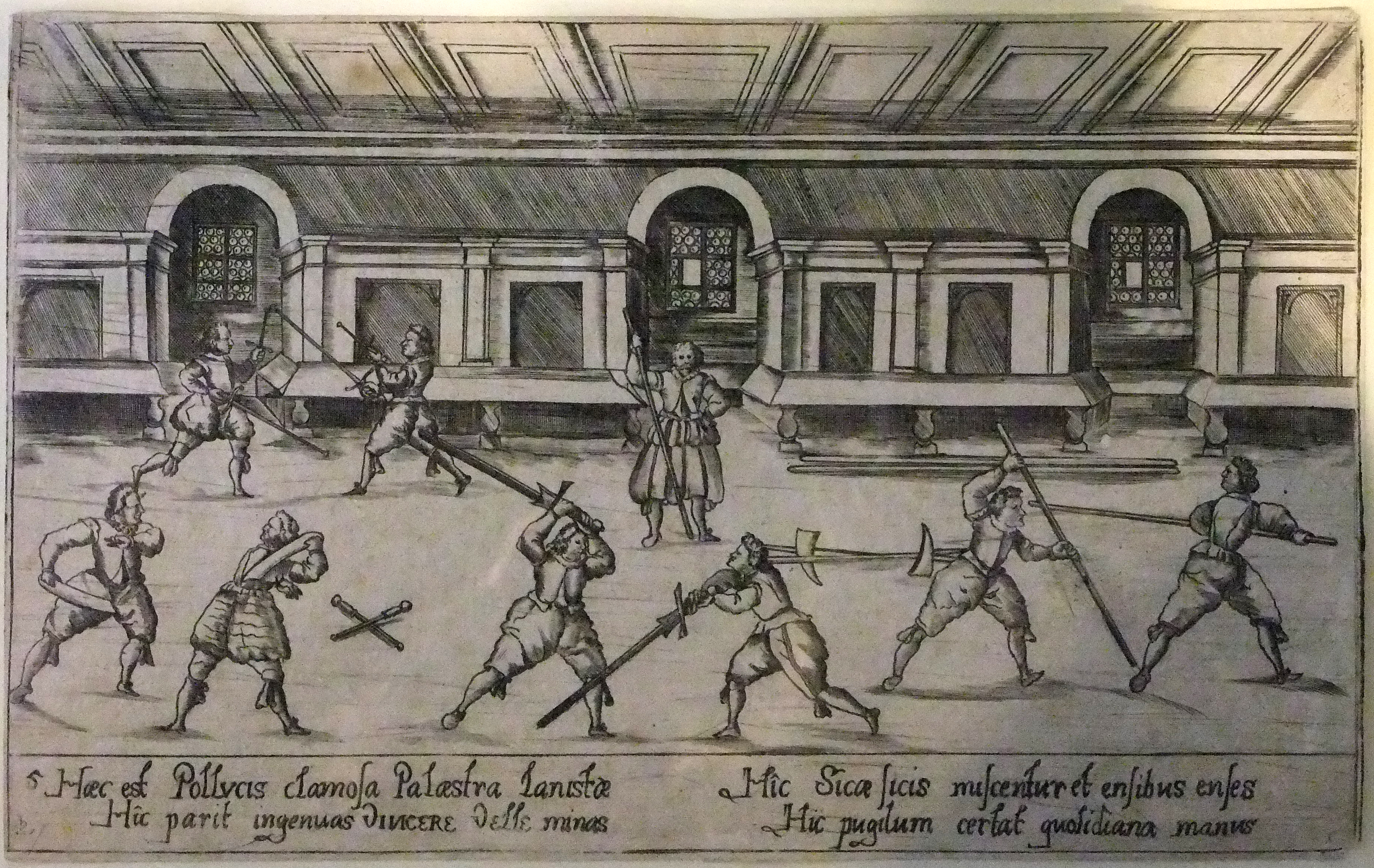
Kampfunterricht
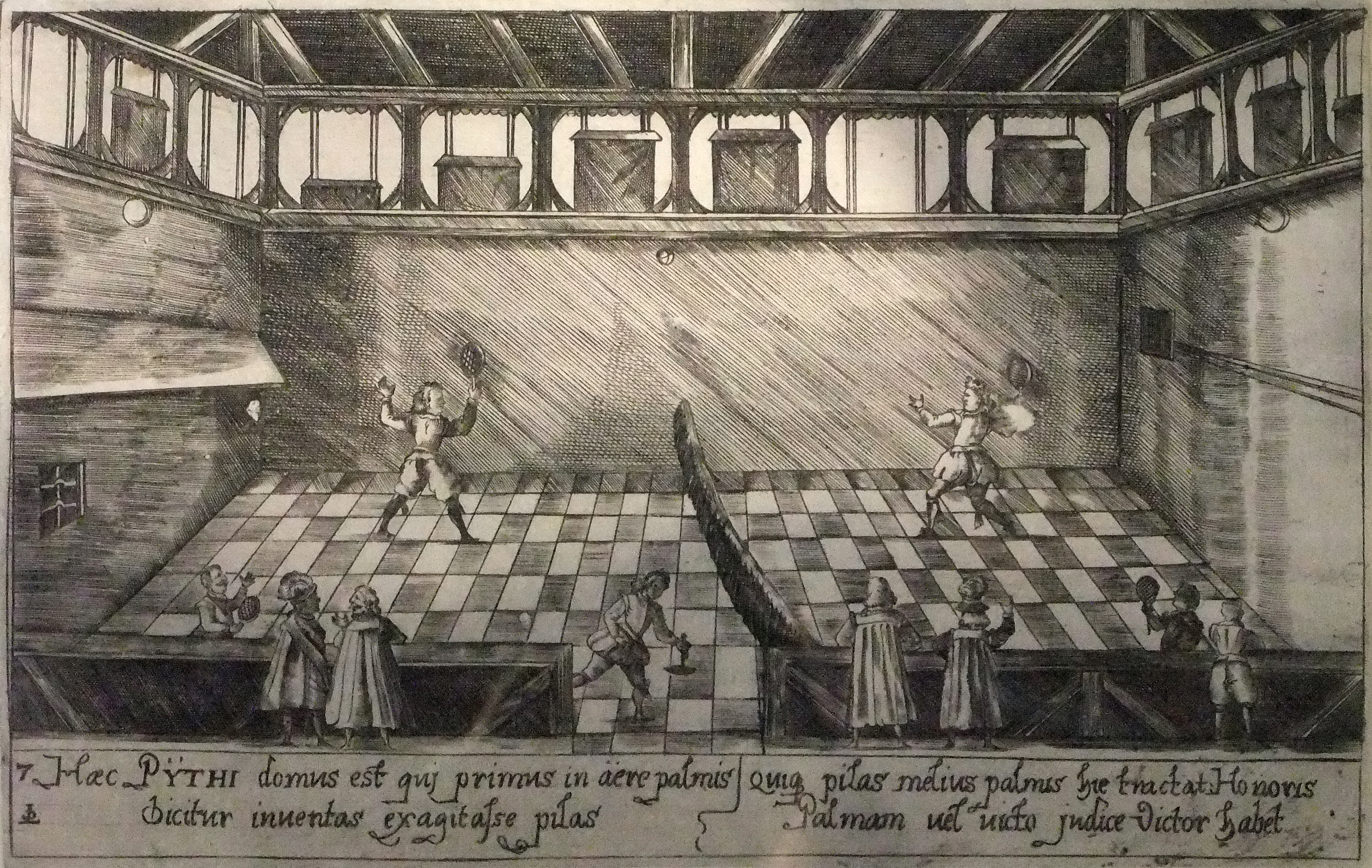
Tennisspiel
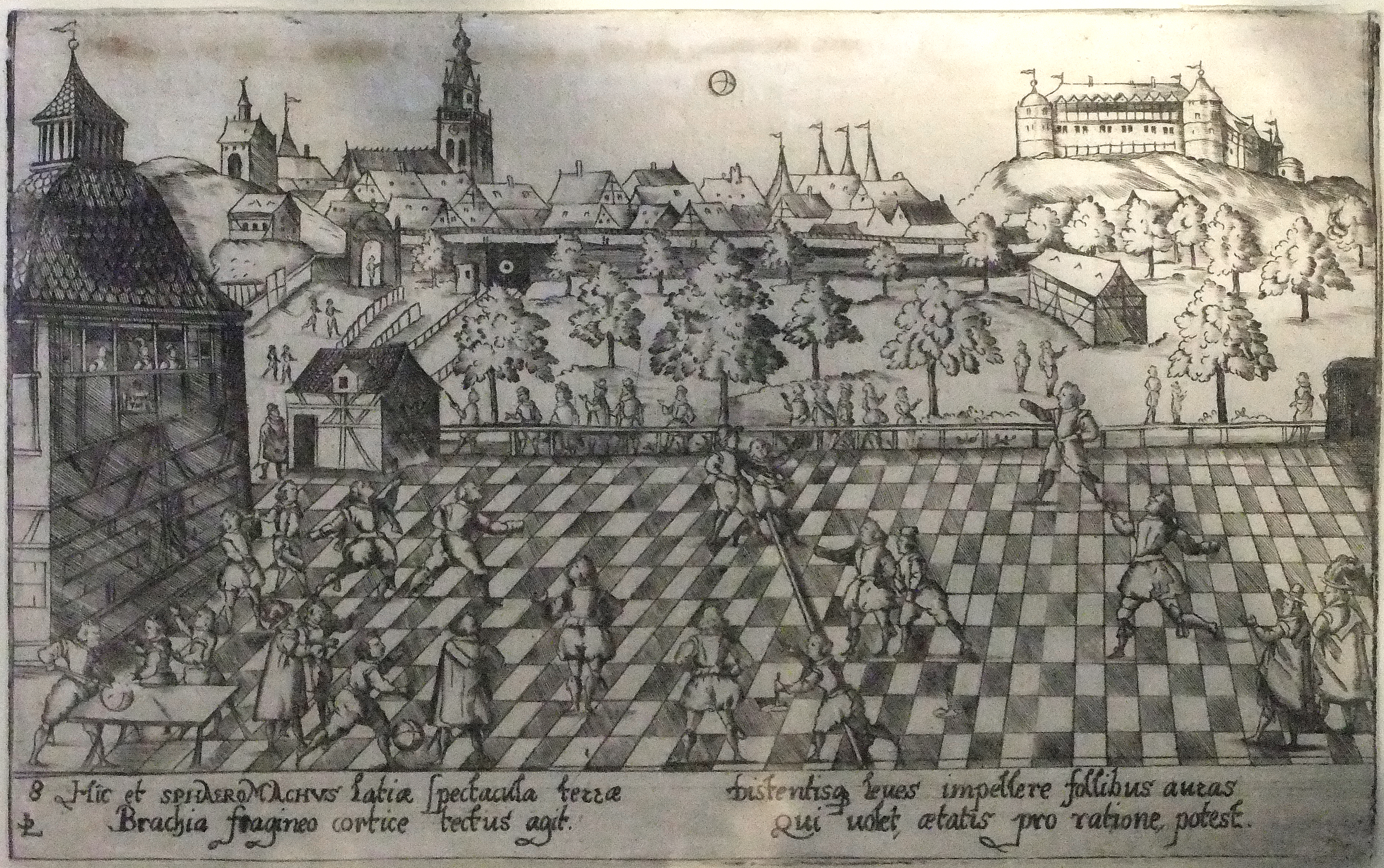
Übungsplatz nördlich der Stadt (Aussicht vom Norden)
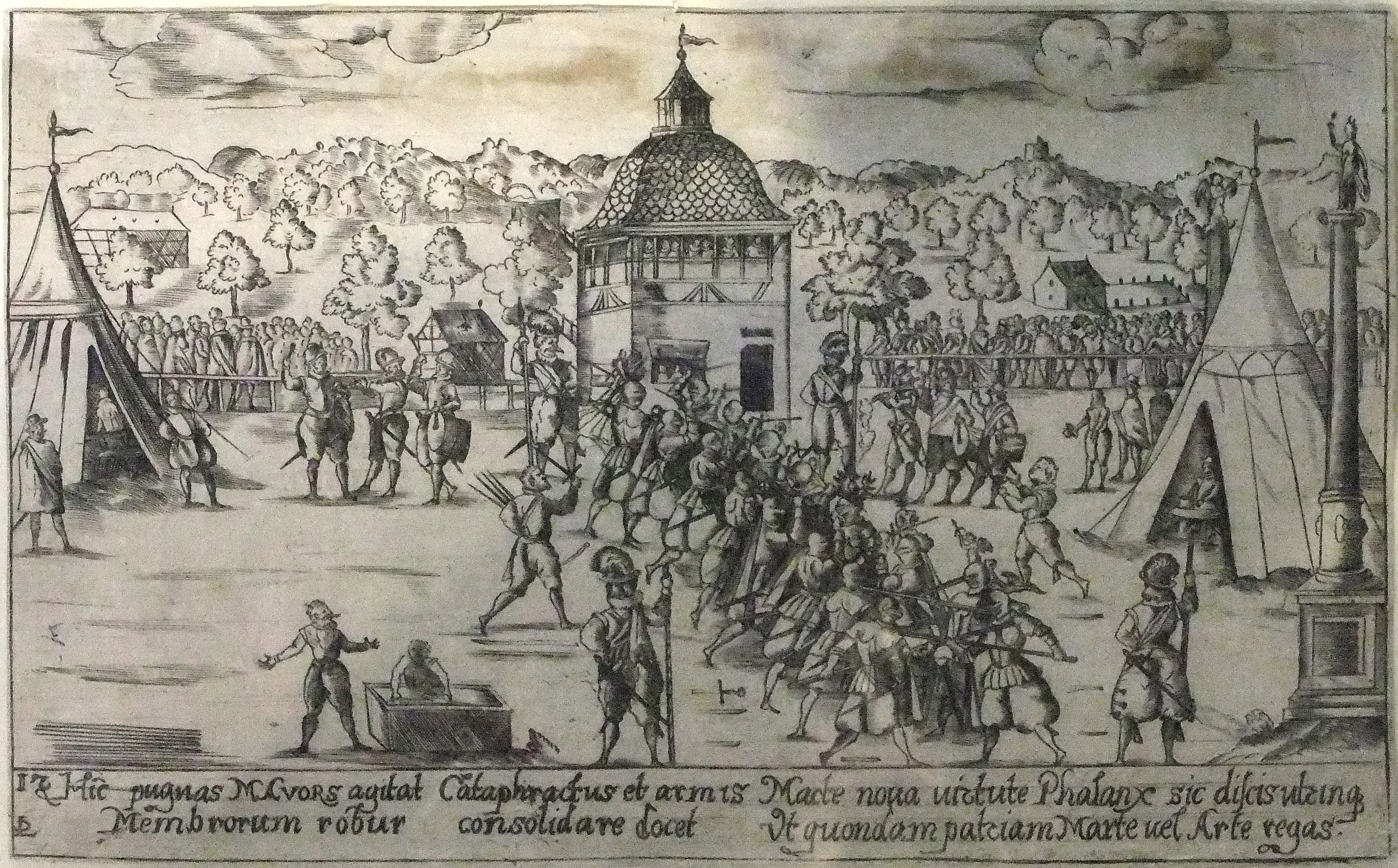
Übungsplatz nördlich der Stadt (Aussicht vom Südwesten)
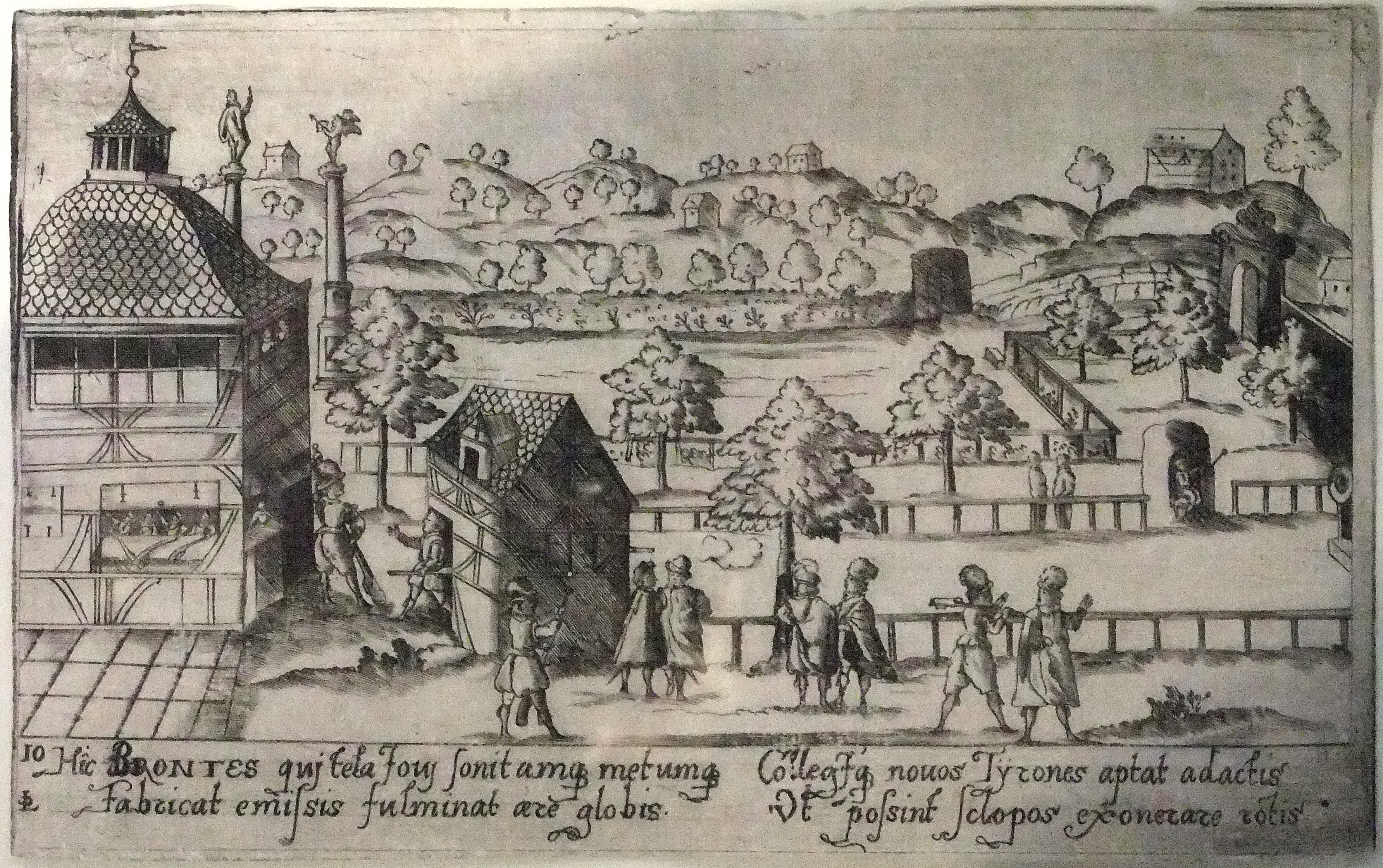
Übungsplatz nördlich der Stadt